# Сухая Бугурна
Сухая Бугурна — село в составе Мокробугурнинского сельского поселения Цильнинского района Ульяновской области. 

## География
Находится на берегу реки Бугурна на расстоянии примерно 13 километров на север-северо-восток по прямой от районного центра села Большое Нагаткино. 

## История
В 1913 в селе было 140 дворов, 755  жителей (преимущественно русских), церковь, школа, конный завод. В 1990-х годах работало отделение ТОО «Родина».  

## Население
Население составляло 191 человек в 2002 году (русские 30%, чуваши 60%), 170 по переписи 2010 года.